# 大場信続
大場 信続（おおば のぶつぐ、1879年（明治12年）1月4日 - 1964年（昭和39年）10月7日）は、日本の郷士家。農業土木技術者。大場家は源平合戦（治承・寿永の乱）に勇名を知られた大庭景親の後胤で近世では代々世田谷郷の井伊家領土の代官。信続は13代目にあたる。父信愛の長男として世田谷邸世田谷代官屋敷に生まれる。

## 経歴
東京帝国大学農科大学農学科に入学し、学生時代農科の端艇部ボート選手として紫友会に活躍。1903年（明治36年）卒業後、兵役に服し陸軍砲兵少尉に任じる。1905年（明治38年）大学院に進学。農業工学を研究し、また1年間大学主催の耕地整理講習会にも参加。その後、東京農業大学の前身東京高等農学校講師、農商務省嘱託。1908年（明治41年）に農商務技師として勤務。
　
明治末期疲弊した農業の振興を計るため全国に耕地整理事業を推進する政策がとられ、耕地整理法の制定と共に農務局に耕地整理課が設置（月田藤三郎が初代課長、次に農学博士有働良夫）され、事業は順調に発展するがその原動力、農業土木を開拓した功労者として農業土木の始祖上野英三郎の学識と政治的配慮とともに当時の農科大学と農専を出て耕地整理講習を受け全国各府県で事業の計画および実施の任にあたる多数の技術者がおり、大場は片岡謙と共にその育成強化と事業者の指導啓蒙にも尽力する。育成強化時代は農業土木発展の第一期創成時代ともいうべくもので、大正の初期から第二期の大規模開墾干拓および農業水利の計画着手時代に入り、次に大戦後の第三期時代となって、その技術も世界的水準の域に達するに至っていく。その第二期に入る前あたりで農商務省を辞し、1913年（大正2年）宮内省帝室林野局技師となりその後農務課長を歴任した。
農務課長に転出するともっぱら皇室の所蔵に係る農業地、または開発適地の改良設計をたて、農地管理にあたり国策に基づく食糧増産施設の根幹を主管。その傍ら鳥居龍蔵を招き（鳥居の弟子に大場磐雄がいる）宮内職員への講演会を開いているほか、しばしば北海道の僻地を巡回し開拓農民の福利増進に努める。大正13年退官し下野、その後は専ら郷土の社会事業に挺身。また同年から荏原第一土地区画整理組合を結成し、世田谷地域における住宅地開発の先駆となる。
農商務省在職当時、農業土木学会の前身耕地整理研究会の創立に尽力、当時の農学博士月田藤三郎耕地整理課長、上野英三郎教授その他とともに常置幹事として会報の発刊、会務の発展に寄与する。1929年（昭和4年）に学会創立後はしばらく学会監事として尽力、1953年（昭和28年）名誉会員。昭和初年からの帝国耕地協会創立後その理事となり、終戦時まで耕地事業の発展に寄与。論文のうち「北支開発と耕地事業」「農村不況対策と耕地事業」「農村疲弊の禍根と耕作反別の過少」などが協会の機関誌に残っている。
老境まで常に典型的健康体であったというが、加えてその徳望の致すところで多くの公職を兼ねる。1924年（大正13年）ごろから世田谷地域の土地区画整理組合長のほか国士舘高等学校校長、世田谷信用購買組合長、その他大日本農会監事等々のごときであり、これがために受けた表彰の数などは枚挙にいとまがないほど社会的貢献が長く、かつ多い。東急世田谷線誘致運動では中心人物として数人の地主有志が用地取得に協力・活動し、一部の有志とともに自腹を切って土地を買収、代替地の提供をして処理。このような苦労の末、1925年（大正14年）5月に世田谷線が開通式を迎えることができた。
世田谷区誌研究会では顧問をつとめ、所有する「大場代官屋敷文書」の調査に着手、1954年（昭和29年）に文書目録を完成させている。この成果によって、同文書は東京都の重宝に指定された。同年には緑綬褒章を受け、1962年（昭和37年）には世田谷区名誉区民に推されていた。